# Włodzimierz Sawczuk

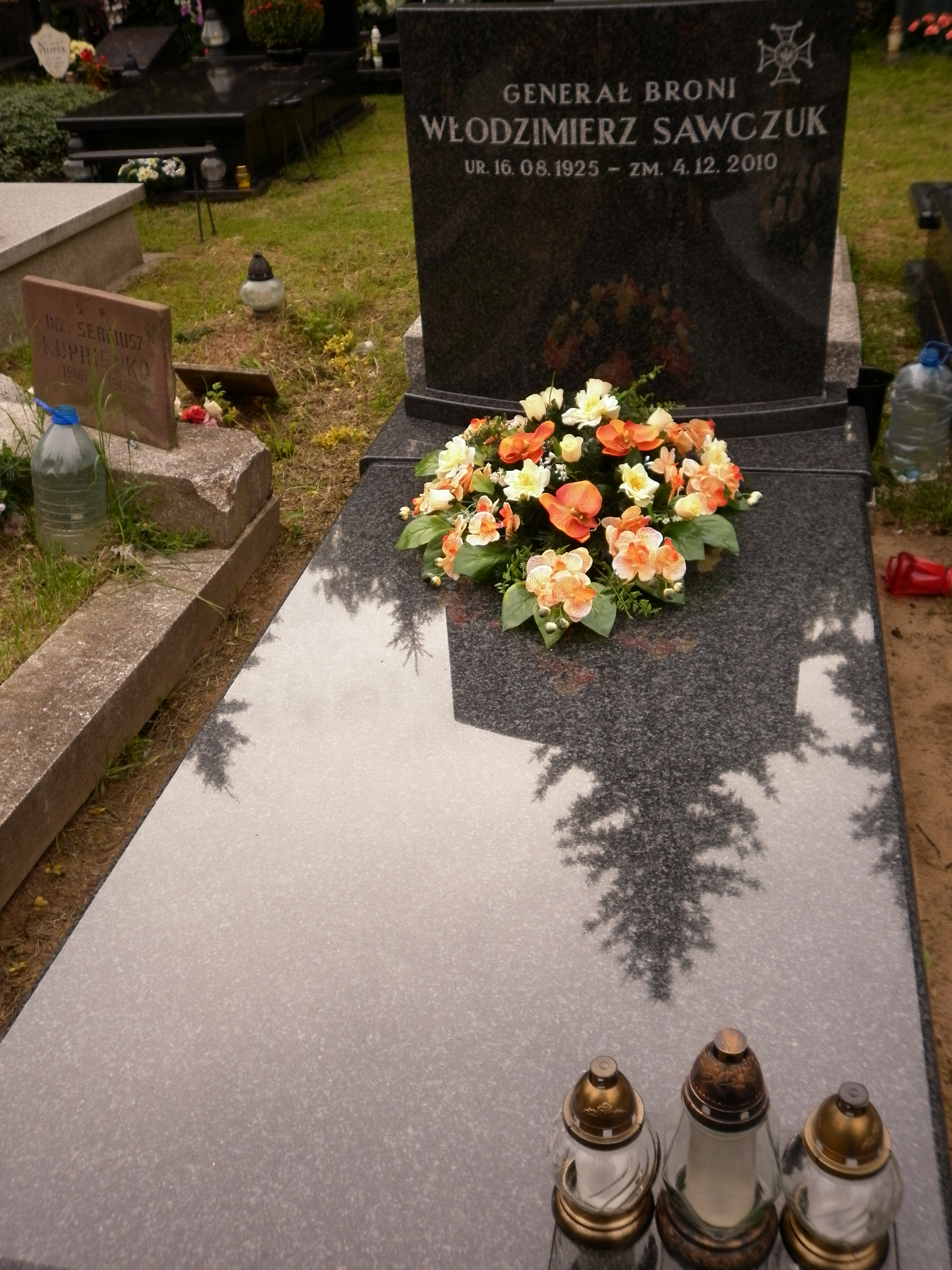
Grób Włodzimierza Sawczuka na Cmentarzu Wojskowym na Powązkach w Warszawie

Włodzimierz Sawczuk (ur. 16 sierpnia 1925 w Białymstoku, zm. 4 grudnia 2010 w Warszawie) – generał broni Wojska Polskiego, szef Głównego Zarządu Politycznego WP (1972–1980), wiceminister obrony narodowej. Poseł na Sejm PRL VII i VIII kadencji.

## Życiorys

### Służba wojskowa
Syn Jana i Tekli. W latach 1944–1946 służył jako dowódca drużyny w 3 Pułku Piechoty 1 Dywizji Piechoty im. Tadeusza Kościuszki. Uczestniczył w walkach o Berlin. Po wojnie służył jako szef kompanii, a następnie dowódca plutonu i kompanii 3 pp. W latach 1949–1951 był sekretarzem Komitetu Partyjnego Warszawskiego Okręgu Wojskowego. W latach 1951–1952 przebywał w Moskwie na Wyższym Kursie Akademickim przy Wojskowej Akademii Politycznej im. Lenina. Przez kolejne trzy lata był zastępcą dowódcy dywizji piechoty do spraw politycznych. W latach 1956–1961 pełnił służbę w Głównym Zarządzie Politycznym WP, gdzie przez 2 lata był starszym instruktorem oddziału, a następnie szefem Oddziału II Inspekcji Zarządu I Organizacyjnego. W 1961 skierowany został do Moskwy na studia w Wojskowej Akademii Sztabu Generalnego Sił Zbrojnych ZSRR im. K. Woroszyłowa. W lipcu 1965 został szefem Zarządu Politycznego – zastępcą dowódcy Śląskiego Okręgu Wojskowego do spraw politycznych. 29 września 1966 na mocy uchwały Rady Państwa PRL awansowany na generała brygady. Nominację wręczył mu w Belwederze przewodniczący Rady Państwa PRL Edward Ochab. Od lipca do października 1968 był zastępcą dowódcy 2 Armii WP do spraw politycznych, z którą uczestniczył w operacji „Dunaj”. W 1971 został zastępcą szefa, a 8 czerwca 1972 został wyznaczony na stanowisko szefa Głównego Zarządu Politycznego WP (na miejsce gen. dyw. Jana Czapli). W październiku 1972 na mocy uchwały Rady Państwa PRL awansowany do stopnia generała dywizji. Nominację odebrał w Belwederze 11 października 1972 z rąk przewodniczącego Rady Państwa Henryka Jabłońskiego. Równocześnie, od 10 października 1973, piastował urząd wiceministra obrony narodowej. W październiku 1975 na mocy uchwały Rady Państwa PRL awansowany do stopnia generała broni. Nominację wręczył mu 10 października 1975 w Belwederze I sekretarz KC PZPR Edward Gierek.
Usunięty ze stanowiska szefa Głównego Zarządu Politycznego WP i wiceministra obrony narodowej w maju 1980, w lipcu 1982 przeniesiony do służby dyplomatycznej i mianowany ambasadorem nadzwyczajnym i pełnomocnym PRL w Libii. Na tym stanowisku pozostawał do czerwca 1986, po czym przebywał w dyspozycji ministra obrony narodowej. W dniu 24 marca 1988 przeniesiony w stan spoczynku w wieku 62 lat.
Po jego śmierci w prasie nie został opublikowany ani jeden nekrolog. Pochowany na Cmentarzu Wojskowym na Powązkach w Warszawie bez asysty wojskowej (kwatera FII-10-13). W pogrzebie wzięli udział m.in. generałowie Józef Baryła i Mieczysław Michalik.

### Działalność polityczna
Od sierpnia 1949 był członkiem Polskiej Zjednoczonej Partii Robotniczej. W 1951 był sekretarzem podstawowej organizacji partyjnej przy Sztabie Warszawskiego Okręgu Wojskowego. W 1953 został członkiem egzekutywy Komitetu Wojewódzkiego PZPR w Zielonej Górze. W latach 1971–1975 pełnił funkcję członka Centralnej Komisji Kontroli Partyjnej PZPR, a w latach 1975–1981 członka Komitetu Centralnego PZPR. W latach 1976–1985 był posłem VII i VIII kadencji Sejmu PRL.

## Awanse generalskie
- generał brygady – 1966
- generał dywizji – 1972
- generał broni – 1975

## Opinie
W swoich wspomnieniach z 1992 zatytułowanych „Stan wojenny dlaczego?” (s. 158) Wojciech Jaruzelski następująco wyraził się o generale: „Sawczuk – początkowo oficer liniowy. Ale od wielu lat w aparacie politycznym. Dobry organizator. Energiczny, stanowczy, władczy. Z czasem przeradzało się to coraz bardziej w sztywność, arbitralność, obcesowość. Kolidowało zwłaszcza z funkcją polityczną, z koniecznością pozyskiwania, zjednywania ludzi. Dlatego spowodowałem jego odejście z funkcji szefa Głównego Zarządu Politycznego. Mogę zrozumieć jego rozgoryczenie”.
W latach 70. gen. Włodzimierz Sawczuk słynął w WP z wyjątkowej bezwzględności i brutalności wobec podwładnych. Mówią o tym otwarcie w swoich wspomnieniach m.in. gen. Wojciech Jaruzelski i Mieczysław Rakowski.

## Życie prywatne
Mieszkał w Warszawie. Żonaty z Barbarą z domu Szymańską (1925–2013). Małżeństwo miało dwóch synów.

## Ordery i odznaczenia
W trakcie ponad 40-letniej służby w LWP otrzymał m.in. następujące odznaczenia:
- Krzyż Komandorski z Gwiazdą Orderu Odrodzenia Polski (1980)
- Krzyż Kawalerski Orderu Odrodzenia Polski
- Order Krzyża Grunwaldu III klasy
- Order Sztandaru Pracy I klasy (1973)[6]
- Order Sztandaru Pracy II klasy (1968)
- Krzyż Walecznych
- Medal 10-lecia Polski Ludowej
- Medal 30-lecia Polski Ludowej (1974)
- Medal za Odrę, Nysę, Bałtyk
- Medal „Za udział w walkach o Berlin”
- Medal Zwycięstwa i Wolności 1945
- Złoty Medal „Siły Zbrojne w Służbie Ojczyzny” (1968)
- Srebrny Medal „Siły Zbrojne w Służbie Ojczyzny”
- Brązowy Medal „Siły Zbrojne w Służbie Ojczyzny”
- Złoty Medal „Za zasługi dla obronności kraju” (1973)
- Srebrny Medal „Za Zasługi dla Obronności Kraju” (1968)
- Brązowy Medal „Za Zasługi dla Obronności Kraju”
- Srebrna Odznaka „Za zasługi w ochronie porządku publicznego”
- Brązowa Odznaka „Za Zasługi w Ochronie Porządku Publicznego”
- Medal Komisji Edukacji Narodowej (1973)
- Złota Odznaka „Zasłużony Działacz Kultury Fizycznej” (1976)[7]
- Złote Odznaczenie im. Janka Krasickiego (1968)[8]
- Złoty Znak Związku Ochotniczych Straży Pożarnych (1975)[9]
- Złota Odznaka Honorowa Towarzystwa Przyjaźni Polsko-Radzieckiej
- Złota Honorowa Odznaka PTTK (1976)[10]
- Medal za zasługi dla Związku Zawodowego Pracowników Kultury i Sztuki (1979)[11]
- Złota Odznaka Kół Młodzieży Wojskowej
- Odznaka „Zasłużony Działacz SZMW”
- Odznaka 1000-lecia Państwa Polskiego
- Odznaka Kościuszkowska
- Medal Sztabu Generalnego WP „Amor Patriae Suprema Lex”
- Medal pamiątkowy „Zasłużonemu dla Pomorskiego Okręgu Wojskowego”
- Odznaka „Zasłużony dla Śląskiego Okręgu Wojskowego”
- Medal pamiątkowy „Za zasługi dla Warszawskiego Okręgu Wojskowego”
- Medal „Zasłużonemu dla Lotnictwa”
- Medal „Za zasługi dla Wojsk Obrony Powietrznej Kraju”
- Medal „Za Zasługi dla Marynarki Wojennej”
- Medal pamiątkowy 1 Warszawskiej Dywizji Zmechanizowanej im. Tadeusza Kościuszki (1974)[12]
- Złota odznaka honorowa „Za Zasługi dla Warszawy” (1977)[13]
- Złota odznaka „Zasłużonemu w rozwoju województwa katowickiego” (1968)[14]
- Odznaka „Budowniczego Wrocławia”
- Złota odznaka „Zasłużony dla Dolnego Śląska”
- Odznaka Honorowa Miasta Poznania[15]
- Odznaka "Zasłużony dla rozwoju Ziemi Lubuskiej"[15]
- Medal „Za długoletnią, ofiarną służbę” (nadany przez ministra obrony narodowej, 1988)
- Tytuł "Honorowy Hutnik Huty Batory (1968)[15]
- Order Czerwonego Sztandaru (Związek Radziecki, 1968)
- Order Przyjaźni Narodów (Związek Radziecki, 1973)
- Medal „Za zwycięstwo nad Niemcami w Wielkiej Wojnie Ojczyźnianej 1941–1945” (Związek Radziecki)
- Medal jubileuszowy „Dwudziestolecia zwycięstwa w Wielkiej Wojnie Ojczyźnianej 1941–1945” (Związek Radziecki, 1972)
- Medal jubileuszowy „Trzydziestolecia zwycięstwa w Wielkiej Wojnie Ojczyźnianej 1941–1945” (Związek Radziecki, 1975)
- Medal jubileuszowy „60 lat Sił Zbrojnych ZSRR” (Związek Radziecki, 1979)
- Medal „30 lat Bułgarskiej Armii Ludowej” (Bułgaria, 1974)
- Order Wolności i Niepodległości I klasy (Korea Północna, 1977)
- Order Za bojowe Zasługi” (Mongolia, 1977)
- Złoty Order Zasług dla Ojczyzny (Niemcy Wschodnie, 1975)
- Medal „Za umacnianie Przyjaźni Sił Zbrojnych” III klasy (Czechosłowacja, 1970)
- inne odznaczenia i medale pamiątkowe

## Wybrane publikacje
- Rola Partii w tworzeniu i kształtowaniu ludowych Sił Zbrojnych, [w:] „Wojskowy Przegląd Historyczny”, 1973, nr 3, s. 17–37
- WAP – ośrodek myśli marksistowsko-leninowskiej w Siłach Zbrojnych PRL, [w:] „Wojsko Ludowe”, 1976, rocznik 27, nr 9, s. 5–13
- W służbie socjalizmu i pokoju. 60 lat Armii Radzieckiej, [w:] „Wojsko Ludowe”, 1978, rocznik 29 nr 2, s. 24–29
- Ideowe aspekty Wielkiej Socjalistycznej Rewolucji Październikowej w działalności partyjno-politycznej Sił Zbrojnych PRL, [w:] Sześćdziesiąt lat Wielkiego Października. Materiały z ogólnowojskowej konferencji naukowej poświęconej rocznicy Wielkiej Rewolucji Październikowej, Warszawa, Wojskowa Akademia Polityczna, 1978
- Polsko-radziecka przyjaźń i braterstwo broni są naszą w spólną historyczną zdobyczą, [w:] „Żołnierz Wolności”, 1978, rocznik 29, nr 152, s. 2